# Miyazu matsuri
Le Miyazu matsuri (宮津祭り) est un festival (matsuri) célébré en mai dans la ville de Miyazu (préfecture de Kyoto). Il a commencé en 1644 et est organisé du 13 au 15 mai chaque année.
Ce festival qui revêt une grande importance pour les citoyens de Miyazu sert à appeler la sécurité et la paix sur la ville. Les participants portent un mikoshi et parcourent la bourgade. Il y a des tambours et des baraques[pas clair].

## Histoire

### Religion
Le festival a débuté en 1644, sous le nom de Sannou matsuri. En 1647, cet événement s'est interrompu (on ne sait pas pourquoi). En 1674, il a recommencé et il a pris le nom de Miyazu matsuri.
La signification du festival est religieuse : on loue le dieu du temple shintô Sannoumiya Houoshi.

### Temples
Il existe deux temples pour ce matsuri ; à l'ouest se trouve le temple de Wakinomiya et à l'est celui de Hiyoshi. Autrefois, différentes dates de célébration existaient pour chaque temple, désormais elles se font en même temps,.

### Costumes
Les participants arborent un costume traditionnel appelé happi, tenue symbole des festivals du Japon.

## Manifestations

### Tambours
Les tambours traditionnels, appelés ukidaiko, sont frappés par les hommes au même rythme qu'une flûte en bois et des petits tambours (shimedaiko).
L'utilisation de l'ukidaiko a débuté en 1841. Maintenant, un professeur d'ukidaiko enseigne la technique aux disciples. L'instrument est inscrit comme « bien culturel vivant ».

### Parade
Le 15 mai se déroule une parade appelée « Omiyamairi », la dernière manifestation du Miyazu matsuri. Les festivaliers portent le mikoshi et entrent dans le temple en criant « Yoiya-sa ». Ils montent ensuite l'escalier en pierre et soulèvent haut le mikoshi trois fois,,.